# Fiatal Műemlékvédők Egyesülete
A Fiatal Műemlékvédők Egyesületének (FME) létrehozását Kecskeméti Norbert László kezdeményezte, amelynek 2008-as megalapítása egy szűk egyetemi körhöz, vagyis a Szent István Egyetem Ybl Miklós Építéstudományi Kar hallgatóihoz köthető. Jelenleg mintegy húsz fő tevékenykedik az Egyesületben, amelyben gimnazista és egyetemi hallgató egyaránt található. Megalakulásunk fő oka az elfeledett rejtett magyar építészeti értékek felkutatása és azok lehetőség szerinti dokumentálása. A felfedezett értékekre a Forster Gyula Örökséggazdálkodási és Szolgáltatási Központ, helyi önkormányzatok és a társadalom figyelmét szeretnénk felhívni.  

## Munkásságunk
Munkánk építészeti értékleltározásból, épületfelmérésekből, makettezésből, fotózásból, valamint tervtári és levéltári kutatásból, illetve szakleírások készítéséből áll. Részt veszünk helyi védések bonyolításában, műemlékké nyilvánítási folyamatokban, valamint helytörténeti anyagok készítésében, amely tartalmazza a tablókészítést és kiadványok készítését is. Mondhatjuk, hogy kompletten dolgozzuk fel a települések helytörténetét összefoglaló anyagokat. Fő célunk pedig az általunk értékesnek vélt építészeti értékek helyi, illetve műemléki védelem alá helyeztetése, hiszen kötelességünk óvni a magyar kultúra legreprezentatívabb szemléltetőit, vagyis építészeti örökségeinket.
Jelenleg három településre összpontosul az FME tevékenysége.
1.	Budapest – Belváros program
2.	Dabas - Halász program
3.	Tiszakürt – Bolza program

## Külső hivatkozások
- http://www.fimu.hu